# 노퍽 해군 기지

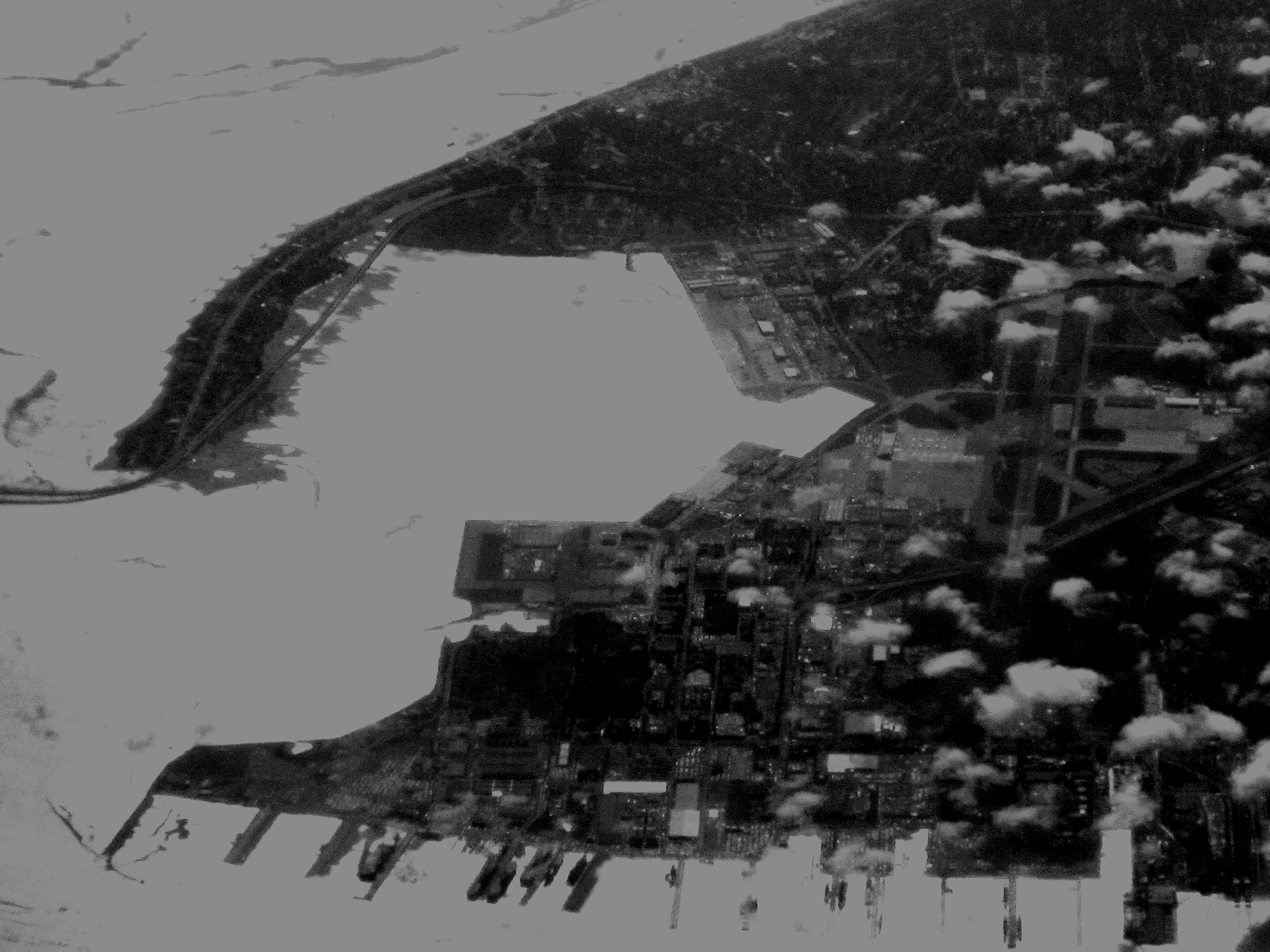

노퍽 해군 기지(Naval Station Norfolk)는 노퍽에 있는 미국 해군의 군사기지이다.

## 역사
워싱턴 DC에서 남쪽으로 230 km 떨어져 있다. 세계 최대의 해군기지로서, 75척의 군함이 정박해 있다. 대서양, 지중해, 인도양을 작전범위로 둔다. 배수량 10만톤의 미국 항공모함 6척이 정박해 있다.
2012년 10월 30일, 미국 북동부 지역에 대형 허리케인 샌디의 상륙이 임박하면서, 노퍽 해군 기지에서는 일찌감치 1주일 전에 항공모함 등 군함들이 허리케인을 피해 공해상으로 이동했다.
2013년부터 2016년까지 4년 동안 노퍽 해군 기지에서 1055건의 성폭행이 발생해, 전체 해군 성폭행 범죄의 20%를 차지했다.
2017년 7월 22일, USS 제럴드 R. 포드 (CVN-78) 취역식을 열었다. 트럼프 대통령이 참석했다. 포드급 차세대 핵항모 1번함이다. 개발비로 430억 달러(48조원)가 들었다.
세계 최대, 최고 권위의 군악 축제인 버지니아 국제 군악제(en:Virginia International Tattoo)가 노퍽시에서 열린다. 영국의 에딘버러 축제와 함께 세계 양대 군악축제로 평가받고 있다.